# ديون كونروي
ديون كونروي (بالإنجليزية: Dion Conroy)‏ هو لاعب كرة قدم بريطاني في مركز الدفاع، ولد في 11 ديسمبر 1995 في Redhill, Surrey ‏ في المملكة المتحدة. لعب مع نادي تشيلسي.